# Witwassen
Witwassen is het uitvoeren van transacties met als doel om de illegale oorsprong van geldsommen of andere zaken te maskeren. Het doel van witwassen is om illegaal verkregen vermogen te kunnen besteden of investeren zonder dat de illegale oorsprong bewezen kan worden. Zodoende kan voorkomen worden dat het geld door justitie of belastingdienst in beslag wordt genomen en kan men eveneens voorkomen dat justitie via het geld de dader van het misdrijf kan opsporen.
Witwassen is in vrijwel alle landen strafbaar als misdrijf. Wie zich hiermee bezighoudt riskeert strafvervolging, bestuursrechtelijke sancties en tuchtsancties. Witwassen is in Nederland meestal een zelfstandig delict. Door het zo moeilijk mogelijk te maken financiële voordelen uit criminele activiteiten te trekken, hoopt men criminaliteit zelf te ontmoedigen. Hierin bestaat een parallel met heling.
Hoewel het witgewassen vermogen uit enig strafbaar feit afkomstig moet zijn, hoeft het gronddelict niet bewezen te worden. Het gronddelict kan een criminele activiteit zijn zoals drugshandel, maar ook vermogen uit legale arbeid waarover geen aangifte bij de belastingdienst is gedaan (ook wel zwart geld genoemd) levert het delict witwassen op.
Hoewel het meestal om witwassen van geld gaat, kunnen ook andere objecten worden witgewassen om hun illegale oorsprong te verhullen. Dit betreft vaak het uit elkaar halen, overspuiten, papieren vervalsen of meerdere malen doorverkopen van gestolen of verduisterde goederen (hoewel men dit strafrechtelijk vaak onder heling schaart). Zelfs kinderen kunnen worden witgewassen.

## Herkomst van het geld
Het gaat om vermogensvoordeel dat niet opgegeven is bij de fiscus (er is dan naast witwassen vaak ook sprake van fiscale fraude of uitkeringsfraude) en dat bovendien veelal verkregen is uit criminele activiteiten zoals drugshandel, mensenhandel of diefstal.
In sommige landen is de lijst van zogenoemde gronddelicten (misdrijven die een bestraffing wegens witwassen kunnen opleveren) beperkt tot een zeker aantal, in andere landen kunnen alle misdrijven aanleiding zijn tot een vervolging wegens witwassen. 

## Fasen
Over het algemeen wordt bij witwassen een drietal fasen onderkend:
1. Plaatsing/inbreng: waarbij het vermogensvoordeel (meestal in de vorm van contant geld) voor het eerst in het financiële systeem wordt gebracht. Voorbeeld: Storting op een bankrekening van een geldezel. Dit is de riskantste fase waarbij de pakkans het grootst is.
2. Versluiering/circulatie: waarbij een opeenvolging van soms complexe financiële transacties wordt uitgevoerd met als doel de illegale oorsprong van het vermogen te verhullen.
3. Integratie/investering: waarbij het vermogen in het reguliere economische verkeer wordt gebracht, bijvoorbeeld door investering in onroerend goed. In deze fase is het vrijwel onmogelijk om de criminele herkomst te traceren. Antiwitwasmaatregelen richten zich dan ook voornamelijk op de eerste twee fasen.

## Methodes
Bij het witwassen wordt een scala van methodes toegepast.

### Via het buitenland
Iemand die een fortuin heeft verdiend met drugshandel, fraude of andere delicten zou de volgende methode kunnen toepassen:
- Hij richt een paar bedrijven op in een ver land met een gebrekkige controle en een vennootschap in het eigen land;
- Het geld wordt gestort op de rekening van de vennootschap in eigen land en krijgt in de boekhouding de schijn van legale omzet (als zijnde afkomstig van klanten van de vennootschap). Vervolgens wordt het bedrag overgemaakt naar het bedrijf in het buitenland, waarbij het in de boekhouding de schijn krijgt van de aankoop van productvoorraad. Het bedrijf in het buitenland koopt er vervolgens aandelen mee van een ander bedrijf (dat ook eigendom is van dezelfde persoon of van een stroman);
- Het eigen bedrijf leent het geld vervolgens van het laatstgenoemde buitenlandse bedrijf (loan-back constructie) en investeert het in gebouwen. De eigenaar kan nu gewoon winst maken met de opbrengst van de drugshandel, terwijl het voor de politie heel moeilijk is de originele herkomst van het geld nog te achterhalen;

Transacties die daarbij een rol spelen zijn:
- Geld wisselen van de ene valuta naar de andere;
- Moneytransfers - dat is een spoedzending van geld waarbij het contant wordt gestort en elders wordt opgenomen. Na het storten kan het geld soms al na een kwartier in het buitenlandse kantoor worden opgenomen. Ook professionele dienstverleners als Western Union en MoneyGram kunnen op deze wijze misbruikt worden;
- Het gebruik van een katvanger. Deze persoon ontvangt geld op zijn bankrekening dat hij vervolgens moet overboeken of opnemen en afgeven. In ruil hiervoor ontvangt hij een commissie. Uiteraard loopt de katvanger een zeer groot risico op juridische problemen want de bankrekening staat op zijn naam dus de pakkans is bijna 100%. Katvangers kunnen ook gebruikt worden om als directeur of aandeelhouder op te treden;
- Het gebruik van meerdere vennootschappen, trusts, stichtingen en andere rechtspersonen in verschillende landen, die onderling transacties aangaan. Door het gebruik van complexe organisatiestructuren tracht men de uiteindelijke belanghebbende van de financiële middelen buiten beeld van opsporingsdiensten te houden;
- Het gebruik van het hawalasysteem, een informeel overboeksysteem in het Midden-Oosten en Azië, ook wel ondergronds bankieren genoemd. Na een paar keer overboeken is het geld vrijwel niet meer te traceren.
- Smurfen: het meerdere malen vervoeren, storten of overboeken van kleinere hoeveelheden geld om zo onder de meldingsgrens van ongebruikelijke transacties of drempelwaardes van transactiemonitoringsystemen te blijven.

Dergelijke transacties zijn te herkennen aan het feit dat ze niet te herleiden zijn tot een economisch of logisch zakelijk doel, of omdat de kosten die worden gemaakt niet in verhouding staan tot de baten.

### Via de eigen vennootschap
Een andere methode om geld wit te wassen en die weinig als dusdanig (h)erkend wordt is het misbruik/gebruik van de rechtspersoon (vennootschap) zelf. De (boekhoudkundige) structuren van de vennootschap kunnen worden gebruikt om wit te wassen geld te injecteren:
1. Via leningen toegestaan door aan de witwassers verwante bedrijven: dit is de loan-backmethode waarbij geld eerst via bijvoorbeeld fysiek transport naar een ander land (met minder strenge anti-witwasregels) wordt gebracht, waar het op een rekening van een andere vennootschap (gecontroleerd door de witwassers) geplaatst wordt. Deze vennootschap verstrekt de eerste vennootschap een lening die niet teruggevorderd wordt en later de benaming "achtergestelde lening" verkrijgt.
2. Via het fictief verhogen van de omzet: in een vennootschap (bijvoorbeeld horeca- of marktbedrijven) waar contant geld als normaal betaalmiddel gebruikt wordt, wordt het wit te wassen geld ingebracht als normale omzet van een goed draaiend bedrijf. Dat over deze omzet belasting verschuldigd is, neemt men op de koop toe, gelet op het gemak waarmee kan worden witgewassen.
3. Het injecteren van wit te wassen geld via de rekening-courant: is een variatie op de loan-backmethode maar hier wordt het wit te wassen geld rechtstreeks ingebracht via de rekening-courant van de zaakvoerder(s).

In de voorbeelden 1 en 3 moet vroeg of laat de zaak rechtgetrokken worden omdat deze lening of rekening-courant te zwaar doorweegt op de balans: naar de buitenwereld (via de gepubliceerde jaarrekening) geeft de vennootschap de indruk een (zeer) slechte betaler te zijn omdat de schulden (ogenschijnlijk) niet betaald worden. Meestal wordt overgegaan tot een kapitaalverhoging waarbij de "schuld" van de vennootschap aan de schuldeiser (meestal één der aandeelhouders) wordt omgezet in aandelen. Dergelijke kapitaalverhoging wordt (in België) beschouwd als "inbreng in natura" en maakt verplicht het voorwerp uit van een analyse door een bedrijfsrevisor. De kapitaalverhoging wordt vervolgens gepasseerd in een notariële akte en gepubliceerd.
Bij deze witwasmethoden ligt een grote verantwoordelijkheid bij professionals die betrokken zijn bij vennootschappen zoals revisoren, accountants en notarissen. Zij zijn verplicht vermoedens van witwassen te melden aan het centraal meldpunt (Financial Intelligence Unit - Nederland of Cel voor Financiële Informatieverwerking (CFI) in België). Van het aantal meldingen leidt een relatief klein aantal daadwerkelijk tot strafrechtelijke vervolging en veroordeling, zo blijkt uit criminologisch onderzoek.
Het witwassen via een fictieve verhoging van de omzet is veel moeilijker te detecteren: dit vereist bijna een permanente vergelijking van het aantal klanten met het opgegeven aantal verkopen. Bedrijfstakken die hiermee relatief vaak in verband worden gebracht, zijn cash-intensieve ondernemingen zoals nagelsalons, kapsalons, belwinkels, gokautomatenenhallen en (in Nederland) de legale prostitutie.

### Casino
Een methode die soms wordt gebruikt om geld wit te wassen is het kopen en weer verzilveren van fiches in een casino. De bezitter van het geld verklaart dan dat hij het geld gewonnen heeft met gokken. Dit veronderstelt echter een verregaande naïviteit van de casino-uitbater of diens medeplichtigheid.
Zie ook het antiwitwasbeleid van Holland Casino.

### Valse facturen
Ook kunnen valse facturen worden uitgeschreven. De ontvanger van het geld beweert daarvoor diensten of goederen te hebben geleverd, die in werkelijkheid nooit geleverd zijn. Deze handeling kan strafrechtelijk een zelfstandig delict opleveren, namelijk valsheid in geschrifte. 

### Online witwassen
Digitaal en elektronisch geld kunnen ook online worden witgewassen. Hiervoor worden onder meer bitcoin en mixing services gebruikt, al dan niet in combinatie met bovenstaande witwasmethoden. Dit gebeurt bijvoorbeeld regelmatig met de opbrengsten van ransomware.

### Niet-financiele goederen
Niet-financiële goederen worden vaak witgewassen om hun illegale oorsprong te verbergen. Meestal betreft dit gestolen of verduisterde goederen, zoals fietsen, auto´s, bouwbenodigdheden, metalen, merkkleding. Dit geschiedt door onder andere de goederen over te spuiten, te demonteren om onderdelen apart te verkopen, door eigendoms- of registratiepapieren te vervalsen, of door de goederen meerdere keren door te verkopen, vaak via grensoverschrijdende transacties.

## Rode vlaggen
Zakelijk dienstverlenend personeel wordt getraind indicators te herkennen dat er wellicht witwassen in het spel is, de zogenoemde rode vlaggen. Veelgenoemde voorbeelden zijn:
- Een onnodig dure of gecompliceerde transactie die niet in verhouding staat tot het beoogde doel;
- Onwilligheid bij de klant tot het verstrekken van informatie;
- Het uitoefenen van druk om de dienstverlener tot spoed of het negeren van KYC aan te zetten. Een veelgehoorde redenering is ´doe nou eerst die transactie, dan krijg je achteraf die gegevens van mij´;
- Het is onduidelijk wie er controle en economisch voordeel hebben bij de transactie (UBO);
- De transactie gaat via een land dat als hoog risico is aangemerkt, of de onderliggende activiteit wordt als riskant aangemerkt (seksbusiness, wapens, horeca, onroerend goed);
- Er is betrokkenheid van een gesanctioneerd persoon;
- Een plotselinge verandering in de activiteiten van de klant of het volume, of een of meerdere abnormale betalingen;
- Grote hoeveelheden contant geld of een vermoeden dat de hoeveelheid wordt gecamoufleerd door te smurfen;
- De transactie is niet consistent met de normale bedrijfsactiviteiten van de sponsor of UBO.

## Financiering van terrorisme
Financiering van terrorisme wordt vaak in één adem genoemd met witwassen omdat de methode vrijwel identiek is. Het voornaamste verschil is dat het geld bij witwassen altijd een illegale herkomst heeft en dat gelden die ten behoeve van terroristische activiteiten gebruikt kunnen worden ook afkomstig kunnen zijn uit legale bronnen (zoals salaris). Bij financiering van terrorisme wordt geld ingebracht in het financiële systeem en tracht men hiermee terroristische activiteiten te financieren zonder dat dit naar de oorspronkelijke eigenaars of inbrengers is terug te traceren. Ook hier kan men dezelfde fasen onderscheiden waarbij precies dezelfde methoden kunnen worden aangewend:
1. Plaatsing/inbreng: financiële middelen worden verkregen op legale (inzameling voor charitatieve doeleinden) dan wel illegale (afpersing, diefstal) wijze, en ingebracht in het financiële systeem.
2. Versluiering/circulatie: waarbij een opeenvolging van soms complexe financiële transacties wordt uitgevoerd met als doel de oorsprong (en uiteraard het uiteindelijke doel) van het vermogen te verhullen.
3. Integratie: Het geld wordt aangewend ter financiering van terroristische activiteiten.

## Wettelijke regelingen
In de jaren '80 kwam internationale aandacht voor het witwasprobleem naar aanleiding van het witwassen van geld via internationale transacties door drugsbaronnen. Dit leidde tot een aantal VN-verdragen, waaronder het VN-verdrag tegen grensoverschrijdende georganiseerde misdaad. De terroristische aanslagen van 11 september 2001 leidden eveneens tot een verhoogde aandacht voor financiering van terrorisme, hoewel hier al sinds 1999 een verdrag voor bestond. Ook in EU-verband zijn richtlijnen en verordeningen tegen witwassen uitgevaardigd, meer bepaald de Europese Anti-witwasrichtlijnen (Anti Money Laundering Directive, AMLD): Richtlijn (EU) 2015/849, gewijzigd door de richtlijnen 2018/843 en 2019/2177
De verdragen noemden criminalisering van witwassen, hetgeen vrijwel alle landen hebben overgenomen in een of andere vorm. Ook is er een trend tot strengere regels; aanvankelijk was slechts opzettelijk witwassen strafbaar, anno 2015 wordt vooral van de goede trouw uitgegaan: wat wist men en wat behoorde men te weten. De eisen voor wat men behoort te weten worden bovendien met name voor professionele partijen steeds hoger opgeschroefd. Ook worden kleinere gevallen hard aangepakt.
Naast soevereine staten en de EU bestaan er ook organisaties die richtlijnen uitvaardigen, zoals de FATF/GAFI en de Egmont Group. Staten hebben internationale verdragen, standaarden en Europese wetgeving direct geïmplementeerd, of tot nationale wetgeving gemaakt. Daarnaast kan ook niet-formele wetgeving worden uitgevaardigd. Deze regels leggen organisaties de verplichting op normen te implementeren die witwassen tegengaan. Het niet invoeren, naleven of afdwingen van deze normen kan op zichzelf al een reden zijn tot het toepassen van sancties, ook wanneer niet daadwerkelijk witwasdelicten hebben plaatsgevonden. Een aantal van deze normen zijn:
- Het toepassen van Customer Due Diligence (know your customer, KYC), waarbij klanten en hun aandeelhouders (met name de uiteindelijk economisch belanghebbende) gescreend worden. KYC kan zich op witwasrisico richten maar wordt vaak door dienstverleners gebruikt om ook andere risico´s in kaart te brengen. Dit betreft vaak screenen op gesanctioneerde landen en personen, maar een instelling kan ook screenen op belangenconflicten of wanbetalingsrisico.
- Het categoriseren van klanten naar risico
- Het niet accepteren van verdachte of te riskante aankomende klanten
- Het op de hoogte blijven van zwarte lijsten en hun updates, en deze vergelijken met het klantenbestand en (prospect)klanten.
- Het monitoren van klantgerelateerd risico
- Medewerking met de overheid, zowel passief (op initiatief van de overheid) als actief (op eigen initiatief bij verdenking)
- Het identificeren van PEPs (Politically Exposed Persons)
- Een deugdelijk systeem om alle informatie op te slaan en bij te houden
- Een interne compliance functie met aanvullende functies voor de interne auditor

### Sancties en consequenties
Witwassen is in vrijwel alle landen strafbaar als misdrijf. Wie zich hiermee bezighoudt, of de antiwitwaswetgeving onvoldoende respecteert, riskeert sancties op verschillende niveaus:
- De financiële regulator kan administratiefrechtelijke sancties opleggen aan professionele marktpartijen, bestaande uit geldboetes, voor instanties intrekking van de vergunning en voor natuurlijke personen een beroepsverbod.
- Het openbaar ministerie kan een strafvervolging aanspannen. Strafrechtelijke sancties kunnen onder meer bestaan uit een geldboete, en voor natuurlijke personen bovendien gevangenisstraf of een taakstraf. Bovendien loopt men een aantekening op het strafblad op.
- Wanneer een professionele marktpartij beroepshalve is aangesloten bij een beroepsvereniging, kan deze tuchtrechtelijke sancties opleggen, zoals een berisping, schorsing, of ontzetting uit het beroep.
- De werkgever kan een werknemer een interne sanctie opleggen wanneer het witwassen in strijd met de regels van de organisatie is geschied. Men kan hier denken aan een waarschuwing, onbetaald verlof, schorsing, tijdelijke intrekking van privileges, demotie en ontslag.
- Een partij die meent schade te hebben geleden door het witwassen kan een civiele schadevergoedingsprocedure starten.

Niet alleen witwassen zelf, maar ook bepaalde aanverwante handelingen kunnen leiden tot bovengenoemde sancties, zoals het niet implementeren van de door de wetgeving vereiste procedures of deze procedures niet naleven (ook als er nog geen daadwerkelijke witwaspraktijken hebben plaatsgevonden), of naar een klant lekken dat diens transactie als verdacht is aangemerkt ('tipping off').

### België
In België is het witwassen van illegaal verworven vermogensvoordeel van alle misdrijven strafbaar volgens artikel 505, lid 1, 2°-4° van het Strafwetboek.
In België moeten verdachte transacties gemeld worden aan de Cel voor Financiële Informatieverwerking (CFI). Het juridisch kader is de Wet van 18 september 2017 tot voorkoming van het gebruik van het financiële stelsel voor het witwassen van geld en de financiering van terrorisme.
Een heleboel meldingsplichtigen (praktisch iedereen die op een professionele manier met geld bezig is) (art. 2 van de Wet van 11 januari 1993) moeten verdachte transacties of andere zaken waarvan vermoed wordt dat ze te maken hebben met witwassen melden aan de CFI. Bepaalde bankverrichtingen, waarvan de omvang of frequentie aanzienlijk zijn, worden bijna ambtshalve doorgegeven aan de CFI.
De CFI onderzoekt de melding en indien de verdachte transactie of handeling kan gelinkt worden aan een misdrijf dat of strafbare gedraging die omschreven staat in een beperkte lijst (art. 3 van de Wet van 11 januari 1993) wordt een rapport overgemaakt aan de procureur des Konings.
Sedert 1 september 2007 geldt dat meldingsplichtigen (art. 2, 2bis en 2ter van de Wet van 11.1.1993), in die gevallen waarvan vermoed wordt dat het gaat om vermogensvoordelen afkomstig van fiscale fraude, enkel nog moeten melden indien het gaat om ernstige en georganiseerde fiscale fraude. Een apart Koninklijk Besluit heeft bepaald welke criteria deze fraude heeft. Indien een van deze criteria in een transactie gebruikt wordt moet de CFI ingelicht worden. Indien de meldingsplichtige meldt, geldt voor hem/haar een verschoningsgrond.
Nieuwe regelingen die witwassen in België moeten tegengaan zijn onder andere het voorschrift dat een transactie waarbij een handelaar betrokken is niet in contanten mag worden uitgevoerd wanneer het bedrag van de transactie gelijk of meer is dan € 15.000. In dat geval moet de transactie via girale weg verlopen. Deze beperking zal ook in EU verband gaan gelden.
Vanaf 2008 bestaan er geen effecten aan toonder meer zodat de werkelijke eigenaar steeds bekend zal zijn.
Ingevolge het Koninklijk Besluit (KB) van 5 oktober 2006 geldt vanaf 15 juni 2007 in België een "aangifteplicht". Dit houdt in dat het "grensoverschrijdend vervoer van liquide middelen ter waarde van € 10.000 of meer" op verzoek van de bevoegde autoriteiten dient te worden aangegeven. Deze aangifteplicht geldt voor liquide middelen die vervoerd worden tussen België en een lidstaat van de Europese Gemeenschap of tussen deze lidstaat en België op de persoon, in de bagage of aan boord van een vervoermiddel hetzij op enige andere manier. Alle politiediensten en de douane zijn bevoegd om deze maatregel te controleren.
Indien er aanwijzingen zijn dat het gaat om mogelijk witwassen of financiering van illegale activiteiten (lees financiering van terrorisme) worden de liquide middelen in bewaring genomen gedurende maximaal 14 kalenderdagen onverminderd de mogelijkheid tot (voorlopige) inbeslagname door de gerechtelijke autoriteiten.
Dit KB is de Belgische implementatie van de EG-verordening 1889/2005 betreffende de controle van liquide middelen: ingevolge de strengere anti-witwasmaatregelen (voornamelijk in het Westen) is het voor witwassende criminelen moeilijker geworden om geld rechtstreeks te "injecteren" in het financieel stelsel. Daarom wordt er terecht van uitgegaan dat zij andere wegen of manieren zoeken om hun constante stroom van crimineel verworven geld wit te wassen of op een andere manier te gebruiken. Een van deze wegen is het fysiek vervoer van geld (liquide middelen) om het van een streng(er) gecontroleerd land te verplaatsen naar een land waar minder anti-witwasmaatregelen zijn. Via de aangifteplicht, die in de ganse Europese Gemeenschap van kracht is of zal worden, wordt getracht het de criminelen moeilijker te maken om zo geld wit te wassen.
2 juli 2020: de Europese Commissie besluit Oostenrijk, België en Nederland voor het Hof van Justitie van de EU te dagen wegens onvolledige tenuitvoerlegging van de antiwitwasregels van de EU. Persbericht in het Nederlands.

### Luxemburg
In het ministerie van Justitie, is er een directie Lutte contre le blanchiment et contre le financement du terrorisme die deelneemt aan de GAFI / FATF (Groupe d'action financière / Financial Action Task Force), intergouvernementele organisatie tegen het witwassen en het financieren van het terrorisme. 
In de Europese Unie, werkt deze directie met de groep Expert group on money laundering and terrorist financing (EGMLTF).

### Nederland
Witwassen is in Nederland strafbaar gesteld in een aparte, in 2001 ingevoegde Titel XXXA in het Wetboek van Strafrecht (art. 420bis). 
Er is de Wet ter voorkoming van witwassen en financieren van terrorisme (Wwft), de Wet op het financieel toezicht (Wft) en de Wet op de economische delicten (WED). Hierin is geregeld dat bepaalde beroepsgroepen en branches ongebruikelijke transacties moeten melden bij de Financial Intelligence Unit - Nederland (FIU-Nederland).
Alle instellingen die onder de Wet ter voorkoming van witwassen en financieren van terrorisme vallen, moeten ongebruikelijke transacties melden bij de overheidsdienst Financial Intelligence Unit - Nederland (FIU). Bijvoorbeeld grote geldopnames of transacties naar landen met een hoog risico op witwassen of terrorismefinanciering. De FIU analyseert deze transacties. 
Nationaal is de FIU-Nederland volgens de Wwft-wetgeving aangewezen als enige dienst in Nederland bij welke de meldplichtige instellingen hun ongebruikelijke transacties dienen te melden. FIU-Nederland is organisatorisch ondergebracht bij de nationale politie en is een zelfstandig orgaan van de Staat der Nederlanden. Internationaal maakt FIU-Nederland deel uit van een wereldwijd netwerk van FIU's. Dit doet zij via de 164 FIU's vanuit de Egmont groep, het Europese netwerk van FIU's en FIU.NET
De FIU beoordeelt of een ongebruikelijke transactie 'verdacht' verklaard kan worden. Slechts dan kan een transactie pas ter beschikking komen van opsporingsdiensten als politie, FIOD (Fiscale inlichtingen- en opsporingsdienst), Koninklijke Marechaussee en overige Bijzondere Opsporingsdiensten.
In 2018 is een Wijziging van de Vierde Antiwitwasrichtlijn aangenomen door het Europees Parlement en de Raad: Richtlijn (EU) 2018/843 van het Europees Parlement en de Raad van 30 mei 2018 tot wijziging van Richtlijn (EU) 2015/849 inzake de voorkoming van het gebruik van het financiële stelsel voor het witwassen van geld of terrorismefinanciering, en tot wijziging van de Richtlijnen 2009/138/EG en 2013/36/EU (Voor de EER relevante tekst).
Uiterlijk in 2020 moeten Nederland en de andere lidstaten van de Europese Unie uitvoering hebben gegeven aan de verplichtingen die uit deze nieuwe richtlijn voortvloeien.
2 juli 2020: de Europese Commissie besluit Oostenrijk, België en Nederland voor het Hof van Justitie van de EU te dagen wegens onvolledige tenuitvoerlegging van de antiwitwasregels van de EU. Persbericht in het Nederlands.

### Oostenrijk
Uiterlijk in 2020 moeten de lidstaten van de Europese Unie uitvoering hebben gegeven aan de verplichtingen die uit de nieuwe Richtlijn (EU) 2018/843 voortvloeien.
2 juli 2020: de Europese Commissie besluit Oostenrijk, België en Nederland voor het Hof van Justitie van de EU te dagen wegens onvolledige tenuitvoerlegging van de antiwitwasregels van de EU. Persbericht in het Nederlands

## Overcompliance
Onder overcompliance verstaat men het verschijnsel dat een instelling verdere maatregelen implementeert dan de wetgeving oplegt. 
Vaak ligt hieraan de reden ten grondslag dat men verdere verzwaringen van de wetgeving of van sancties voor wil zijn, of dat men het risico of de kosten bij bepaalde categorieën klanten te hoog vindt. Een voorbeeld is  de praktijk van veel dienstverleners na het instellen van sancties tegen een bepaald land, om in het geheel niet meer met wederpartijen in dat land zaken te doen, ook niet wanneer de personen en ondernemingen niet onder de sancties vallen. 
Een andere reden voor overcompliance is het sanctiebeleid van een derde land waarmee men zaken doet of dat economisch belangrijk is. Een voorbeeld is de praktijk van veel Europese bedrijven om in het geheel geen zaken te doen met Cuba, ook al staat Cuba niet op Europese sanctielijsten. omwille van belangen in de Verenigde Staten.

## Kritiek op antiwitwaswetgeving
Op antiwitwaswetgeving bestaat kritiek.
- Klanten reageren vaak gefrustreerd, vooral als ze al jaren klant bij een instelling waren en ineens geconfronteerd worden met aanvullende informatieverzoeken. Het komt daarbij voor dat banken vrij snel overgaan tot het blokkeren van bankrekeningen vanwege onvoldoende informatie (soms zonder aankondiging), wat tot nog meer frustratie aan de kant van de klant kan leiden.
- Zowel sancties, antiwitwaswetgeving als overcompliance kunnen de economie van bepaalde landen schade toebrengen en treffen daarmee in de eerste plaats de bevolking en niet de leiders.
- Antiwitwaswetgeving maakt transacties en bankrekeningen duurder. Hierdoor komt het voor dat bepaalde klanten die als hoog risico worden gezien of voor wie de kosten hoger zijn dan de baten geen bankrekening meer kunnen krijgen. Deze groep zal bij iedere bank of financiele instelling geweigerd worden, ook al is het leeuwendeel van de hoogrisicotransacties nog steeds legitiem. Wanneer deze klanten natuurlijke personen zijn, komen mensenrechtenaspecten om de hoek kijken, omdat men zonder bankrekening immers niets kan. Een voorbeeld van een hoogrisicogroep die hierdoor moeilijk een bankrekening kan krijgen, zijn sekswerkers. ING ging in mei 2024 nog een stap verder met het aankondigde dat het in Luxemburg zou stoppen met het aanbieden van bankrekeningen aan individuen, omdat zij hier geen mogelijkheden voor winstgevende groei meer zagen.
- Verder maakt antiwitwaswetgeving het overboeken van gelden naar bepaalde landen door gastarbeiders moeilijker. Ze moeten hogere transactiekosten betalen en het aantal instellingen waar de ontvanger het geld kan ophalen wordt kleiner. Het probleem is echter dat veel mensen in plaatsen wonen waar in de verre omtrek alleen kleinere lokale banken beschikbaar zijn.
- Verder wordt vaak gesteld dat KYC als formaliteit wordt behandeld en dat in veel gevallen medewerkers slechts een lijst met documenten afvinken waarna de documenten zonder daadwerkelijke analyse in dossiers verdwijnen. Het repetetieve werk wordt vaak gedaan door werkstudenten of geoffshoret. Partijen zouden opzettelijk KYC en antiwitwaswetgeving tot wassen neus maken om zo goed betalende klanten niet voor het hoofd te stoten. Bij minder belangrijke klanten worden de regels strikt nageleefd, maar bij belangrijkere klanten valt er in sommige gevallen op de regels af te dingen.
- Ook kan KYC en AML misbruikt worden om klanten die men liever niet (meer) wil weg te werken, of om een concurrent dwars te zitten. Het wordt gezien als een sjieke manier om 'nee' te kunnen verkopen zonder het daadwerkelijk te hoeven zeggen.
- Antiwitwaswetgeving bemoeilijkt export en markttoegang vanuit ontwikkelingslanden of emerging economies. Ook bevoordeelt het, zoals veel regulering in het algemeen, vooral de grote gevestigde marktdeelnemers die de investeringen makkelijker kunnen dragen en bij wie boetes minder pijn doen. Deelnemers, zoals het eerder genoemde ING, kunnen besluiten zich uit de markt terug te trekken. Dit kan het aantal aanbieders en de concurrentie verminderen, oligopolies bevorderen en toetredingsbarrieres opwerpen. In de accountancy en trustsector ziet men al een marktontwikkeling waarbij de kleinere spelers worden overgenomen door een beperkt aantal grotere kantoren.
- Verschillen in de wetgeving of de handhaving hiervan kunnen tot regulatoire arbitrage leiden.